# ǁKharas

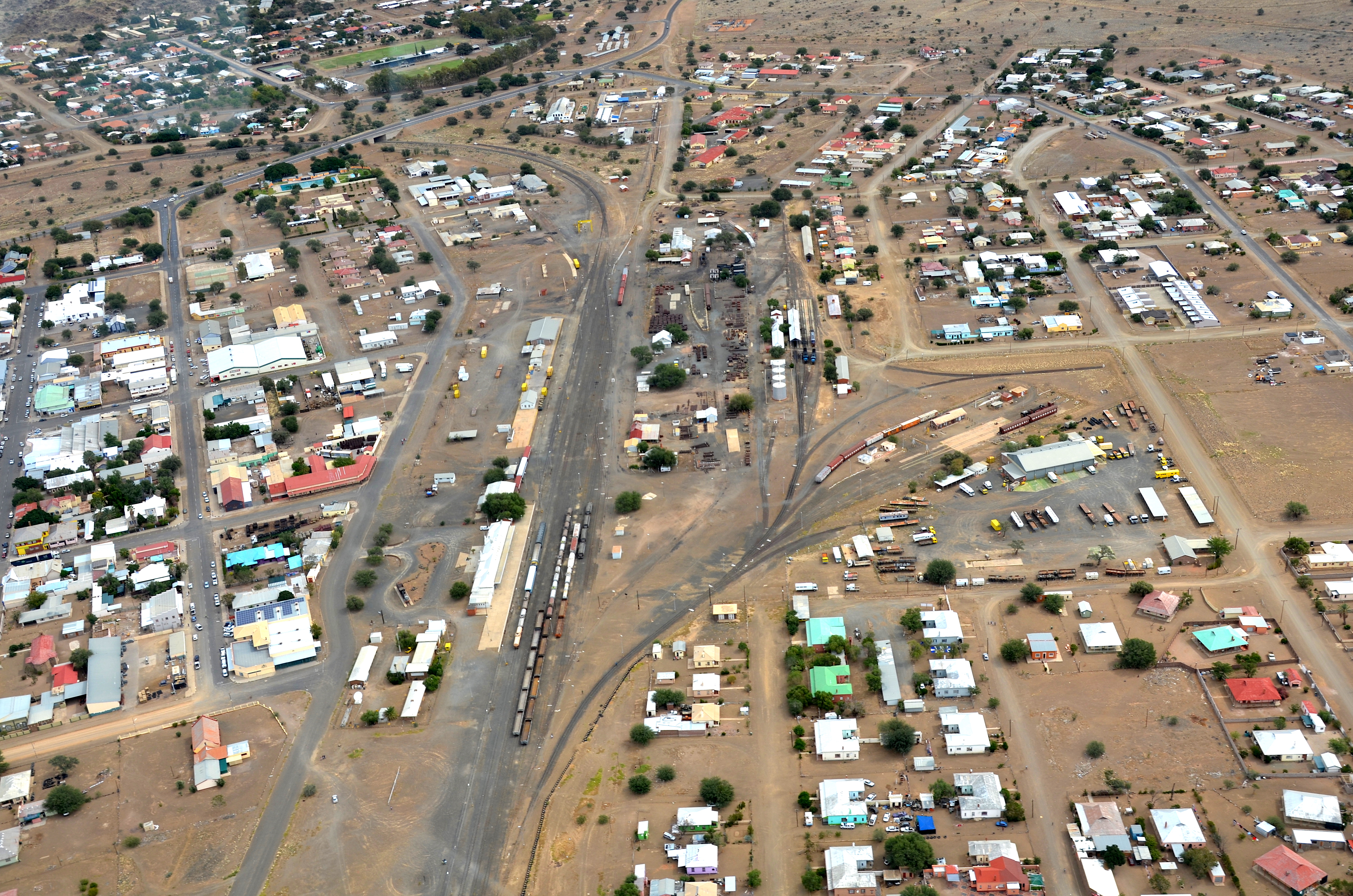
Luftaufnahme der Regionshauptstadt Keetmanshoop

ǁKharasKlicklaut (Khoekhoegowab für Köcherbaum), bis zum 8. August 2013 Karas, ist die südlichste, flächenmäßig die größte und eine der am dünnsten besiedelten der 14 Regionen von Namibia. Die Regionshauptstadt ist Keetmanshoop. Die Region hat (Stand 2023) knapp 110.000 Einwohner auf einer Fläche von 161.000 km².

## Name der Region
Die Region hieß bis 8. August 2013 Karas, ehe diese auf Grundlage eines Vorschlages der Delimitation Commission of Namibia in den scheinbar korrekt geschriebenen Namen !Karas umbenannt und so auch im Amtsblatt veröffentlicht wurde. Da diese Schreibweise laut den Khoekhoegowab sprechenden Nama falsch war, wurde der Name später in ǁKaras, ohne Sonderzeichen auch //Karas geschrieben, geändert. Auch diese Schreibweise sorgte für Aufregung, da die korrekte Schreibweise wohl ǁKharas, ohne Sonderzeichen dann entsprechend //Kharas geschrieben, lauten müsste. Ohne das h habe das Wort im Khoekhoegowab keinerlei Bedeutung. Unter anderem die offizielle Seite der Region führte bis Anfang 2022 die Schreibweise ohne h. In offiziellen Dokumenten wurde (Stand 2018 bzw. 2019) //Karas bzw. //Kharas als Schreibweise inkonsistent genutzt, obwohl die Version mit h seit dem 24. September 2015 offizielle Schreibweise ist.

## Geographie
→ Siehe auch: Geographie Namibias

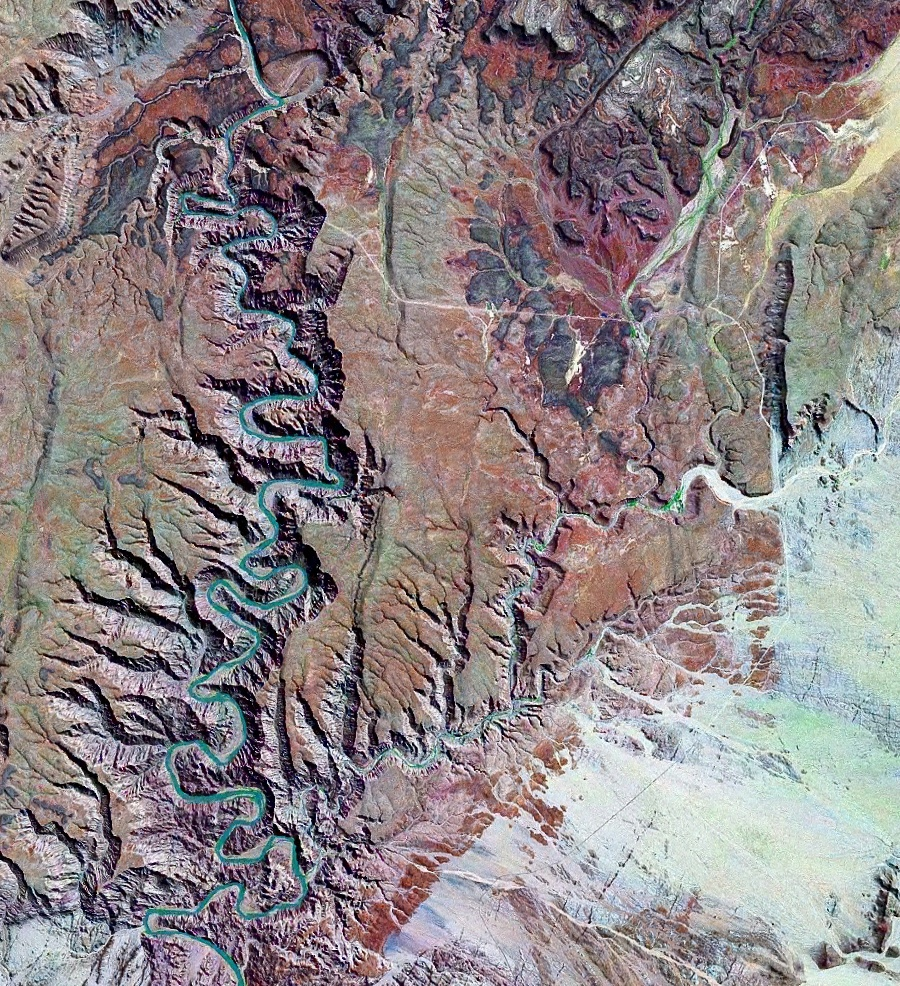
Satellitenbild des Fischfluss-Canyons

Die Region ǁKharas erstreckt sich über den gesamten Süden Namibias und hat Anteil an den drei vorherrschenden Landschaftsräumen Namibias. Im Westen grenzt ǁKharas an den Atlantik, der anschließende Küstenstreifen wird im Wesentlichen durch das Diamantensperrgebiet eingenommen. Die weiten Ebenen und Hochebenen des wüstenähnlichen Sperrgebiets werden durch vereinzelte Berge und Berggruppen wie den Dikwillem und die Klinghardtberge gegliedert. Zu ǁKharas gehören auch die meisten der Pinguininseln, kleine der Küste vorgelagerte Eilande. Östlich des Sperrgebiets schließen Gebirgszüge der Großen Randstufe an den Küstenstreifen an. Insbesondere die Tirasberge und die Hunsberge bilden großflächige Gebirgslandschaften. Der Fischfluss-Canyon innerhalb der Hunsberge ist der zweitgrößte Canyon der Erde und ein Nationales Denkmal in Namibia. Die Osthälfte dieser Region wird bestimmt durch die innerafrikanische Beckenlandschaft des Südlichen Afrika, wo ǁKharas an seiner Ostgrenze Anteil an der Kalahari-Wüste hat. Ausnahmen bilden einzelne Gebirge oder Inselberge wie der Brukkaros. Der Südosten von ǁKharas wird bestimmt durch die Gebirgslandschaft der Großen Karasberge mit dem Schroffenstein, der höchsten Erhebung der Region.
Der Oranje-Fluss bildet über die gesamte Südgrenze eine natürliche Grenze zur Republik Südafrika. ǁKharas besitzt eine außergewöhnliche Geologie, wovon auch der umfangreiche Diamanten- und Mineralienabbau in Oranjemund und Rosh Pinah sowie die heißen Quellen von Warmbad und ǀAi-ǀAis zeugen.

## Bevölkerung
Laut der Volkszählung 2011 sprechen 36,1 Prozent der Einwohner der Region Afrikaans als Hauptsprache. Es folgen Oshivambo mit 27,3 Prozent und Khoekhoegowab mit 23,5 Prozent. 0,2 Prozent der Einwohner nutzen Deutsch als Hauptsprache.

## Regionalpolitik
- LPM: 4
- SWAPO: 3

Bei den Regionalratswahlen 2015 konnte die SWAPO alle sieben Regionalratssitze gewinnen. In der Nachwahl Anfang 2020 gewann das Landless People’s Movement (LPM) einen Sitz. Bei Regionalratswahlen 2020 verlor die SWAPO erstmals die Mehrheit der Sitze.

## Verwaltungsgliederung

Wahlkreiskarte

ǁKharas gliedert sich in insgesamt sieben Wahlkreise:
- Berseba
- Karasburg-Ost
- Karasburg-West
- Keetmanshoop-Land
- Keetmanshoop-Stadt
- ǃNamiǂNûs
- Oranjemund

Zudem finden sich (Stand Juni 2018) in der Region folgende Lokalverwaltungen:
- Ariamsvlei – Siedlung
- Aus – Siedlung
- Aroab – Dorf
- Berseba – Dorf
- Bethanie – Dorf
- Grünau – Siedlung
- Karasburg – Gemeinde
- Keetmanshoop – Gemeinde
- Koës – Dorf
- Kosis – Siedlung
- Lüderitz – Stadt
- Noordoewer – Siedlung
- Tses – Dorf
- Oranjemund – Stadt
- Warmbad – Siedlung

## Wirtschaft

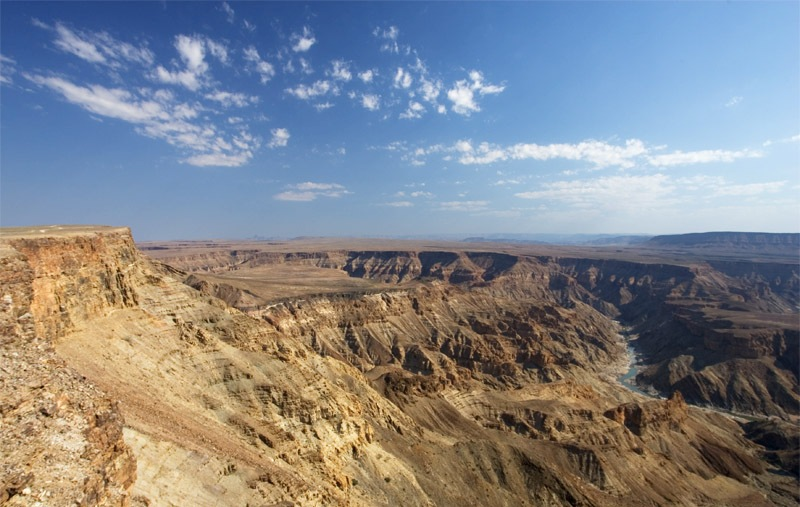
Fish River Canyon

ǁKharas besitzt eine gut entwickelte Infrastruktur und einen gemischten Wirtschaftsaufbau. Der Hafen von Lüderitz bildet das Zentrum einer Fischfang- und Bootsbauindustrie, Oranjemund das Zentrum des Diamantabbaus und die Kreise im Landesinneren haben zumeist eine gesunde kleinteilige Landwirtschaft. Aussenkehr im Süden sowie das Gebiet am Naute-Damm sind wichtige Anbaugebiete von Tafeltrauben. Am Naute-Damm werden auch Dattelpalmen angebaut.
Es bestehen kleinere Flughäfen in Karasburg, Keetmanshoop, Lüderitz und Oranjemund, wobei Keetmanshoop außerdem zentral im namibischen Straßennetz liegt. Durch ǁKharas verlaufen die Nationalstraßen B1, B3 und B4. Es ist geplant, die Lüderitzbahn zwischen Lüderitz und Keetmanshoop vor allem für einen verbesserten Güterverkehr auszubauen. Die Bahnstrecke Windhoek–Keetmanshoop hat über Karasburg und Upington Anschluss an das südafrikanische Netz der Spoornet.

### Tourismus

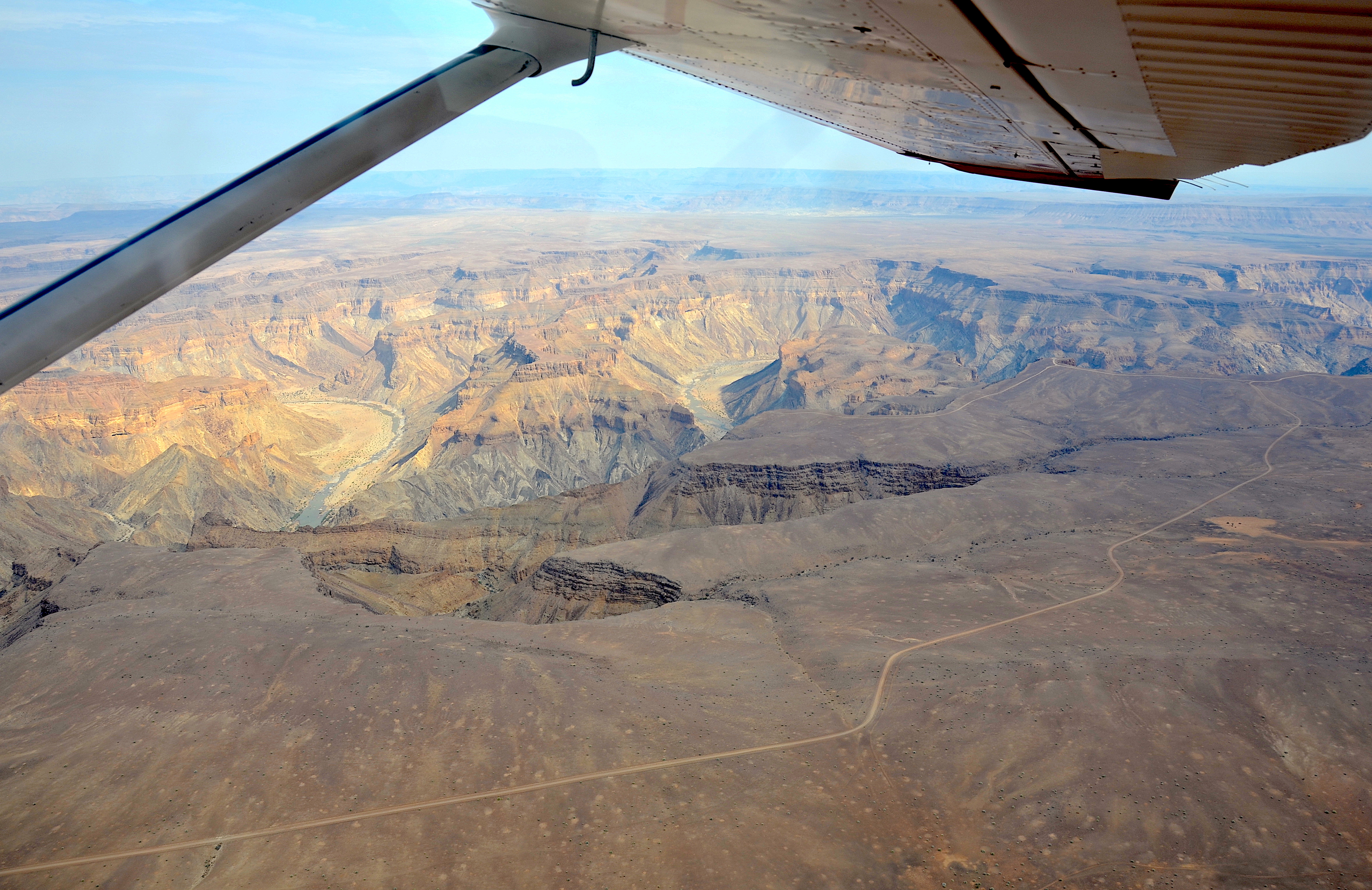
Touristenstrasse und Aussichtspunkte entlang des Fischfluss-Canyon

Zu den Sehenswürdigkeiten der Region zählen der Fish River Canyon, die Geisterstadt Kolmanskuppe, die Küstenstadt Lüderitz, der Tsau-ǁKhaeb-(Sperrgebiet)-Nationalpark, der Köcherbaumwald und die Wüstenpferde bei Garub.